# 空中庭園
《空中庭園》是由導演兼編劇豐田利晃改編直木賞得獎作家角田光代的同名小說而成。2005年10月在日本上映。探索日本的家庭價值。

## 故事簡介
京橋繪里子對於自己出身的家庭很不滿意，於是在嫁給京橋貴史之後便全心打造一個自認理想的家庭。在繪里子的影響之下，這一家四口養成無所不談毫不忌諱的談話方式。但在表面的幸福和樂之下，其實只是彼此各有各的祕密，而這一切在慶祝繪里子母親與兒子家教的生日當天似乎面臨了崩塌的危機...

## 演員
- 京橋繪里子（小泉今日子）
- 京橋マナ（鈴木杏）
- 京橋貴史（板尾創路）
- 京橋コウ（広田雅裕）
- ミーナ（ソニン）
- 飯塚麻子（永作博美）
- 木ノ崎さと子（大楠道代）
- 京橋繪里子之兄（國村隼）
- テヅカ（瑛太）
- 森崎（勝地涼）
- サッチン（今宿麻美）

## 工作人員
- 導演：豐田利晃
- 編劇：豐田利晃
- 原作：角田光代
- 主題曲：UA
- 製作人：孫家邦、菊地美世志
- 攝影：藤澤順一

## 獲獎
- 藍絲帶賞 (電影)：主演女優賞
- 日刊體育電影大賞：主演女優賞
- 東京體育電影大賞：主演女優賞
- 高崎電影節：主演女優賞

## 外部連結
- 官方網站